# Блей, Джина
Джина Блей (род. 29 октября 1956, Гана) — ганская журналистка, дипломат, сторонница Новой патриотической партии Ганы.
На данный момент является представителем Ганы в Германии.

## Образование и карьера
По окончании Университета Ганы Джине была присвоена степень бакалавра гуманитарных наук.
Джина занимает пост генерального директора в издательском доме Western Publication Limited, специализирующемся на выпуске ежедневной газеты Daily Guide.

## Личная жизнь
Джина Блей вышла замуж за председателя Новой патриотической партии, Фредди Блей.
В 2008 у Джины был обнаружен рак груди, и ей пришлось пройти через химиотерапию.